# فرودگاه لانگریچ

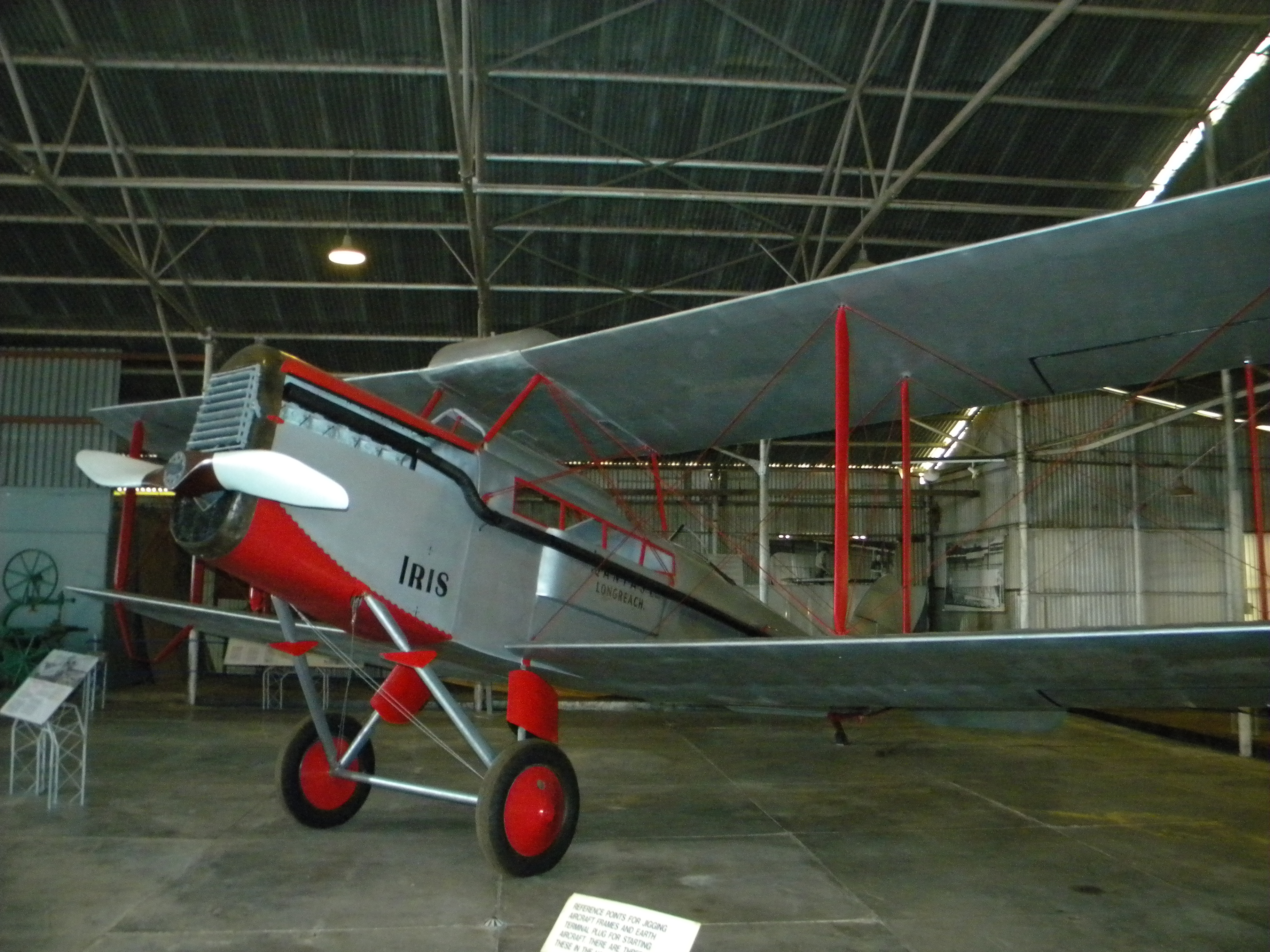
فرودگاه لانگریچ

فرودگاه لانگریچ (به انگلیسی: Longreach Airport) یک فرودگاه همگانی با کد یاتا LRE است که یک باند فرود آسفالت دارد و طول باند آن ۱۹۳۶ متر است. این فرودگاه در کشور استرالیا قرار دارد و در ارتفاع ۱۹۱ متری از سطح دریا واقع شده است.

## شرکت‌های هواپیمایی و مقصدهای پروازی
| شرکت‌های هواپیمایی                      | مقصدهای پروازی          |
| -------------------------------------- | ----------------------- |
| کانتاس‌لینک اجرا توسط سان‌استیت ایرلاینز | بارکلدین، بلکال، بریزبن |
| رجیونال اکسپرس ایرلاینز                | تانزویل، ونتون          |